# Oriana Civile
Oriana Civile (Messina, 19 novembre 1980) è una cantante e musicista italiana, autrice ed interprete della musica tradizionale siciliana.

## Biografia
È una studiosa delle tradizioni musicali della terra di Sicilia ed esponente della riproposta del repertorio musicale di tradizione orale siciliana.
Il suo innato talento interpretativo e la sua voce dalla personalità eclettica e versatile le permettono di confrontarsi con molti generi musicali: dal blues al jazz, dalla bossa nova al flamenco, dal tango argentino alla musica demenziale, dalla riproposta popolare alla World Music.
Oriana canta e si esibisce da quando è una ragazzina e, mentre studia al liceo scientifico di Capo d’Orlando, frequenta locali e piano bar e fa avanspettacolo al cabaret a diversi artisti tra cui Salvo Ficarra, Renzino Barbera, Francesco Scimemi, Enrico Guarneri, con un repertorio già vario e vasto e l’accompagnamento di Umberto Tonarelli alla chitarra acustica. Da allora, ha collezionato importanti esperienze e collaborazioni.
Dal 2000 al 2012 vive a Palermo dove frequenta le facoltà di Psicologia e di Discipline della Musica, unificando successivamente i saperi in un diploma di specializzazione in Musicoterapia.
Una svolta importante nel suo percorso artistico è determinata, nel 2004, dalla frequentazione del Laboratorio teorico-pratico di Etnomusicologia dell'Università di Palermo, condotto dal Professore Girolamo Garofalo e basato sullo studio delle musiche e dei canti di tradizione orale. La scoperta del mondo sommerso delle società primitive, l’ascolto della musica di tradizione orale e lo studio di documenti etnomusicologi raccolti dai ricercatori sul campo a partire dal 1800, le fanno capire che l’idea di musica popolare siciliana nota ai più è completamente distorta. È allora che si appassiona e si dedica allo studio di questo enorme patrimonio culturale quasi sconosciuto, con immenso coinvolgimento e reverenziale rispetto, riproponendone alcune inestimabili perle.
Contribuisce alla nascita del "Laboratorio di Etnomusicologia AGLAIA", gruppo permanente di ricerca e riproposta filologica delle musiche e dei canti della tradizione orale siciliana composto da giovani artisti e studiosi, tra cui Ciccio Piras, Gera Bertolone e Giuseppe Giordano.
Alla "tenera" età di 34 anni decide di imparare ad accompagnarsi con la chitarra e scrive "Canto di una Vita Qualunque", spettacolo di teatro-canzone basato sui canti del repertorio tradizionale siciliano legato al ciclo della vita: dalla nascita alla morte, dalla ninnananna alla lamentazione funebre. Messo in scena la prima volta nel maggio del 2015, con il supporto del poliedrico musicista Ciccio Piras, "Canto di una vita qualunque" continua a riscuotere numerosi consensi di critica e di pubblico. I brani dello spettacolo sono raccolti nell’album "Canto di una Vita Qualunque - Le canzoni" pubblicato nell’agosto del 2016; il disco è stato selezionato per il "Premio Nazionale Città di Loano per la musica tradizionale italiana".
Oriana Civile è coordinatore artistico della rassegna "Il Teatro siamo Noi" del Teatro Vittorio Alfieri di Naso, importante borgo in provincia di Messina e suo paese di origine.
È stata direttore artistico delle prime due edizioni del Naso Art Fest (2017 e 2018), manifestazione incentrata sull’identità artistico-culturale siciliana e sulla valorizzazione del centro storico di Naso.
Nel 2018, stimolata e coinvolta da un'idea di Antonio Putzu, inizia a collaborare con le bande musicali di Santa Lucia del Mela e di Tusa (ME), proponendo brani del suo repertorio arrangiati dallo stesso Putzu per organico bandistico.
Nel 2017 ad Oriana sono stati assegnati il Premio Antimafia Salvatore Carnevale, il Premio Letterario Maria Messina e il Premio Mondo Donna per la musica.
Nel 2016 Oriana ha aperto il concerto di Noa e Gil Dor in occasione della XXIII edizione del Capo d'Orlando in Blues Festival; ha presentato il suo "Canto di una vita qualunque" anche all’Auditorium della RAI di Palermo e al Teatro Beniamino Joppolo di Patti; ha ricevuto il Premio Miramare per musicisti dall’Accademia della Musica di Capo d’Orlando; ha presieduto la giuria del 22º Festival Canoro di Lascari; ha preso parte alla colonna sonora del docu-film "Sorge il sole - Una storia vera" con la regia di Pietro Di Maria.
Dal 2015, insieme a Beatrice Damiano e Salvatore Barone, è impegnata nello spettacolo teatrale Di mafia si muore sempre tre volte, scritto e diretto dalla giornalista Marina Romeo. In questo lavoro, dedicato ad alcune donne protagoniste della lotta alla mafia, Oriana interpreta: Serafina Battaglia, la prima donna coraggio a sfidare Cosa Nostra; Francesca Serio, madre del sindacalista Salvatore Carnevale; Graziella Campagna, diciassettenne di Saponara (ME) preventivamente massacrata a colpi di lupara perché non svelasse il segreto della latitanza del suo assassino.
Dal 2013 si dedica all’insegnamento del canto nella scuola dell’infanzia e nella scuola primaria; nel 2013 e nel 2014 presso la Kid’s British School di Palermo e negli anni successivi presso alcuni Istituti Comprensivi del messinese.
Nel 2006 Oriana Civile, con l'arrangiatore Maurizio Curcio, idea e crea Arie di Sicilia, progetto dal respiro internazionale che le vale l’invito a rappresentare la Sicilia con due concerti a Bruxelles e Liegi (Belgio) all'interno della IX edizione del Festival Internazionale Voix de Femmes nel novembre 2009, anno di pubblicazione dell'omonimo album, il primo da solista dell'artista. Nella stessa manifestazione Oriana ha condotto uno stage dal titolo Il repertorio musicale femminile nella tradizione siciliana. Il progetto è nato dalla volontà dei due artisti di valorizzare alcune melodie di tradizione orale siciliana vestendole di un suono "nuovo" non contaminato da alcun genere musicale prestabilito. Il disco, infatti, è stato prodotto a partire dalle incisioni dei canti a voce sola da parte di Oriana; su queste, Maurizio Curcio ha costruito gli arrangiamenti, basati sull'emotività che ogni canto suggeriva, in quel determinato momento e con quella interpretazione. Alcuni brani del disco sono stati utilizzati come colonna sonora in: Ogni santo giorno di Ruggero di Maggio, prodotto per il comune di Palermo; La Sicilia svelata, serie di documentari di Jean Paul Barreaud; Chronicle of a summer in Europe del regista Kristian Kiehling, vincitore del Lighthouse International Film Festival di Long Beach Island negli USA. Nel 2018 un gruppo di studenti del Berklee College of Music di Boston (USA) ha eseguito due brani del disco in occasione dell’International Folk Fest al Berklee Performance Center.
Dal 2005 al 2010 è la voce femminile del "Gruppo Terra" che accompagna in tour per il mondo il cantautore Mario Incudine, col quale incide l'album Abballalaluna nel 2007.
Nel 2008 frequenta lo stage musicale "Funduq - Héritage, Recherche et Création" di Pierre Vaiana, basato sulla conoscenza, l’interazione e lo scambio tra i popoli, svoltosi a Palermo e a Tunisi, condotto da Pierre Vaiana, Salvatore Bonafede, Carlo Rizzo e Fawzi Chekili, con il coordinamento del Professore Girolamo Garofalo. Dall'esperienza tunisina, nasce il disco "Funduq al-Mughannîn (l’auberge des chanteurs)" che viene presentato, nel 2009 in Belgio e nel 2010 al Teatro Garibaldi di Enna, dal gruppo Funduq al-Mughannîn composto da: Pierre Vaiana (sax soprano, Belgio), Salvatore Bonafede (piano, Sicilia), Carlo Rizzo (tamburelli, Francia), Oriana Civile (canto, Sicilia), Mario Incudine (canto, chitarra, mandolino, Sicilia), Zohra Lajnef (canto, Tunisia), Manolo Cabras (contrabbasso, Sardegna), Nidhal Jaoua (qanun, Tunisia), Omar Adela (percusioni, Tunisia), Saif Maayoufi (fiati etnici e ney, Tunisia).
Nello stesso anno partecipa come voce solista al progetto GangiBells, ideato dal produttore austriaco Jurgen Weishaupl e sviluppato da Maurizio Curcio.
Nello spettacolo MadrePalermo, di e con Salvo Piparo, è la personificazione della Luna che canta a voce sola le avversità di una Palermo dimenticata.
Nel 2007 inizia la sua esperienza in sala di registrazione con l'incisione dell'album "Abballalaluna" di Mario Incudine.
Seguiranno numerose altre collaborazioni discografiche tra cui: "Singin' and Playin' the Blues" del blues-man Andrea Notti; "Yesss!!!" di Antoine Michel; "I bambini di ieri" di Vincenzo Pomar e Maurizio Curcio acoustic quartet; "C’era una volta la luna a Lampedusa" di Antoine Michel & O’scià Maquè.
Viene ingaggiata per registrare le canzoni da inserire per il progetto DoReMiFaGNAM di COOP, filastrocche oggi presenti nella sezione del blog Alimentazionebambini e su Youtube, con le musiche di Enzo Rao e i testi di: Roberto Piumini, Ennio Cavalli, Mela Cecchi, Anna Sarfatti, Bruno Tognolini, Stefano Bordiglioni, Giusi Quarenghi.
Insieme a Gera Bertolone, Egle Mazzamuto, Mariangela Vacanti, Mario Incudine, Massimo Laguardia, Antonio Vasta e Antonio Putzu fonda un gruppo-tributo a Rosa Balistreri, "Pirati a Palermo", col quale si esibisce anche al Teatro Greco di Segesta in occasione del Calatafimi-Segesta Festival 2007.
A Maletto (CT) partecipa a WOZ 04, laboratorio integrato di design effettuando una ricerca etnomusicologica sul campo.
Nel 2007 e nel 2011 partecipa alla manifastazione O’scià, organizzata da Claudio Baglioni a Lampedusa, con il gruppo O’scià Maquè che accompagna il cantautore Antoine Michel.
Nel 2006 entra a far parte dell'Associazione Culturale OfficinaPalermo con la quale realizza due edizioni del Laboratorio Orizzontale.
Dal 2003 al 2007 è la voce femminile dei Be-Folk, band di musica demenziale su musiche e testi originali (di e con Ciccio Piras).
Dal 2002 al 2005 è la voce della 500 Blues mobile, band di Blues, Rithm'n Blues e Jazz, con la quale si esibisce anche alla festa di matrimonio del Principe di Persia al Palazzo Reale di Ficuzza (PA).
Dal 1995 al 1998 è la voce degli Studio '90 cover band di musica leggera italiana fondata e diretta dal pianista Franco Caliò.

## Progetti
Oriana Civile propone:
- "STORII, tra il serio e il faceto", spettacolo in cui mette in luce le contraddizioni del popolo siciliano; un viaggio che attraversa la Sicilia tra lacrime e risate, tra battute irriverenti e corteggiamenti solenni, tra riflessione e spensieratezza, raccontando storie legate anche ai Nebrodi;[7]
- "Canto di una vita qualunque", spettacolo di teatro-canzone basato su brani musicali tratti dal repertorio tradizionale siciliano legato al ciclo della vita (dalla nascita alla morte, dalla ninnananna alla lamentazione funebre)[8];
- "E nascìu la Luci Eterna", un percorso nella storia della Natività, dall’Annunciazione all’Adorazione, incentrato su canti della tradizione siciliana del Natale[9];
- "Oriana Civile canta la Sicilia", una lezione-concerto sulla musica di tradizione orale siciliana, la sua funzione e contestualizzazione[10];
- "Sur", progetto dedicato alla musica sud-americana insieme al chitarrista Nino Milia e alla flautista Daniela Giamo[11];
- "Un matrimonio infelice"[12] di Rosa Balistreri[13];
- insieme a Beatrice Damiano e Salvatore Barone, lo spettacolo teatrale "Di mafia si muore sempre tre volte", scritto e diretto da Marina Romeo[14];
- "Testalonga e il castello degli intrighi" con l’Associazione Naturalistica La Stretta di Longi

## Discografia

### Solista
- 2016 - Canto di una vita qualunque - Autoproduzione[15]
- 2013 - DoReMiFaGNAM[16] (applicazione per smartphone COOP) - Musiche di Enzo Rao - Testi di: Roberto Piumini, Ennio Cavalli, Mela Cecchi, Anna Sarfatti, Bruno Tognolini, Stefano Bordiglioni, Giusi Quarenghi
- 2009 - Arie di Sicilia - Oriana Civile e Maurizio Curcio - On Air Records

### Collaborazioni
- 2017 - D'Acqua E Di Rosi - di Mario Incudine - Prodotto da Finisterre
- 2011 - C'era una volta la luna a Lampedusa - di Antoine Michele e O'scià Maquè - Prodotto da Antoine Michel e Maurizio Curcio
- 2008 - Funduq al-Mughannîn - l’auberge des chanteurs - Az Productions
- 2008 - I bambini di ieri - di Vincenzo Pomar & Maurizio Curcio acoustic quartet - Produzione Officina Palermo
- 2007 - Yesss!!! - di Antoine Michel - Prodotto da Antoine Michel e da Miki Del Prete e Segrada Efrem per The Shark Record & co.
- 2007 - Singin' and Playin' the Blues - di Andrea Notti - Produzione Custom Record
- 2007 - Abballalaluna - di Mario Incudine - Ed. Teatro del Sole

### Compilation
- 2008 - Glocal Sound & Ambient Vision vol. 1 - a cura di FolkaLab collective - Produzione Formedonda & ZL-Zone al Limite

### Film e Colonne sonore
- 2016 - Colonna sonora del docu-film "Sorge il sole - Una storia vera" - regia di Pietro Di Maria
- 2014 - Colonna sonora del booktrailer "Trinacrime. Storia narrata di un pentito di mafia" di Alessandro Vizzino - Edizioni Imprimatur
- 2012 - Colonna sonora del film "Ogni santo giorno in occasione" del 388º Festino di Santa Rosalia - Regia di Ruggero Di Maggio - Produzione Mon Amour Film
- 2012 - La canzone di Stella - Colonna sonora del film "Ore Diciotto In Punto" composta da Francesco Di Fiore - Regia di Pippo Gigliorosso
- 2012 - Attrice non protagonista nel film "Il tarlo" - Produzione Lanzafame & Clemente, Associazione Making - Regia di Marco Lanzafame
- 2012 - Colonna sonora per lo spot "Wedding Palermo" - Testo: William Shakespeare - Musica: Maurizio Curcio - Produzione: Pubblimedia - Edizioni di Francesco Andolina - Regia di Patrizia Passalacqua
- 2012 - "Sikelia" documentario sulla musica mediterranea in Sicilia prodotto e trasmesso dalla ERT, tv di stato greca - Regia di Panos Karkanevatos
- 2011 - "Sicilia svelata - Garibaldi: fratello d'Italia" di e con Jean Paul Barreaud - Regia: Gabriele Gismondi
- "Sicilia svelata - Il mistero del Bellumvider" di e con Jean Paul Barreaud - Regia: Gabriele Gismondi
- "Sicily unveiled meets CE.S.I.E." di e con Jean Paul Barreaud - Regia: Gabriele Gismondi
- 2009 - Attrice non protagonista nel film "Sulle orme dei Suoni" dell’Associazione Culturale S.A.C. in qualità di interprete dello stile di canto tradizionale detto "a la Santaluciota" - Regia di Michele Piccione

## Premi e riconoscimenti
- Premio Antimafia Salvatore Carnevale 2017[17]
- Premio Letterario Maria Messina 2017[18]
- Premio Mondo Donna 2017[19]
- Premio Armonie al Miramare 2016
- Premio Enzo Barbarino 2010